# Gerald Jay Sussman
Gerald Jay Sussman (Cleveland, 8 febbraio 1947) è un informatico e matematico statunitense.
E' il professore di ingegneria elettrica presso il Massachusetts Institute of Technology (MIT). Ha ricevuto la laurea (bachelor) e dottorato in matematica al MIT rispettivamente nel 1968 e nel 1973. È stato coinvolto nella ricerca sull'intelligenza artificiale (AI) al MIT dal 1964. La sua ricerca si è concentrata sulla comprensione delle strategie di risoluzione dei problemi utilizzate da scienziati e ingegneri, con l'obiettivo di automatizzare parti del processo e formalizzarlo per fornire metodi più efficaci della scienza e dell'educazione ingegneristica. Sussman ha anche lavorato nei linguaggi dei computer, nell'architettura dei computer e nella progettazione di VLSI (Very Large Scale Integration).
Sussman è coautore (con Hal Abelson e Julie Sussman) del libro di testo introduttivo di informatica Structure and Interpretation of Computer Programs. È stato utilizzato al MIT per diversi decenni ed è stato tradotto in diverse lingue.
I contributi di Sussman all'intelligenza artificiale includono la risoluzione dei problemi mediante il debug di piani quasi corretti, la propagazione dei vincoli applicati all'analisi e alla sintesi dei circuiti elettrici, la spiegazione basata sulla dipendenza e il backtracking basato sulla dipendenza e varie strutture linguistiche per esprimere strategie di risoluzione dei problemi. Sussman e il suo ex studente, Guy L. Steele Jr., hanno inventato il linguaggio di programmazione Scheme nel 1975.
Sussman ha visto che le idee di intelligenza artificiale possono essere applicate alla progettazione assistita da computer (CAD). Sussman ha sviluppato, con i suoi studenti laureati, sofisticati strumenti di progettazione assistita da computer per l'integrazione su larga scala (VLSI). Steele realizzò i primi chip Scheme nel 1978. Queste idee e la tecnologia CAD basata su AI per supportarle furono ulteriormente sviluppate nei chip Scheme del 1979 e 1981. La tecnica e l'esperienza sviluppate furono poi usate per progettare altri computer per scopi speciali. Sussman è stato il principale progettista del Digital Orrery, una macchina progettata per eseguire integrazioni ad alta precisione per esperimenti di meccanica orbitale. L'Orrery è stato progettato e costruito da poche persone in pochi mesi, utilizzando strumenti di simulazione e compilazione basati sull'intelligenza artificiale.
Utilizzando Digital Orrery, Sussman ha lavorato con Jack Wisdom per scoprire prove numeriche di movimenti caotici nei pianeti esterni. The Digital Orrery è ora dismesso presso la Smithsonian Institution di Washington. Sussman è stato anche il progettista capo del Supercomputer Toolkit, un altro computer multiprocessore ottimizzato per l'evoluzione delle equazioni differenziali ordinarie. Il Supercomputer Toolkit è stato utilizzato da Sussman e Wisdom per confermare ed estendere le scoperte fatte con Digital Orrery per includere l'intero sistema planetario.
Per i suoi contributi all'educazione informatica, Sussman ha ricevuto il premio Karl Karlstrom Outstanding Educator Award dell'Association for Computing Machinery nel 1990 e il premio Amar G. Bose per l'insegnamento nel 1991.
Sussman e Hal Abelson sono gli unici direttori fondatori ancora attivi nel consiglio di amministrazione della Free Software Foundation.
Sussman è un fellow dell'Institute of Electrical and Electronics Engineers, un membro della National Academy of Engineering, un fellow dell'Association for the Advancement of Artificial Intelligence, un fellow dell'Association for Computing Machinery, membro dell'American Association for the Advancement of Science, membro della New York Academy of Sciences e membro dell'American Academy of Arts and Sciences. È anche un fabbro vincolato, un membro a vita dell'American Watchmakers-Clockmakers Institute (AWI), un membro della Massachusetts Watchmakers-Clockmakers Association, un membro della Amateur Telescope Makers di Boston e un membro della American Radio Relay League.
Gerald Sussman è sposato con la programmatrice di computer Julie Sussman. Si è laureata al MIT e ha anche studiato molte lingue tra cui francese, russo, tedesco, cinese, giapponese, norvegese, svedese, olandese, ebraico e serbo-croato. Ha scritto libri sul software e un libro sui caratteri cinesi di tutti i giorni.